# Briones
Pour les articles homonymes, voir Briones (homonymie).
Briones est une commune de la communauté autonome de La Rioja, en Espagne.

## Histoire
En 1785, Briones faisait partie de la Junta de Valpierre qui réunissait quinze villages, à l'époque dans la province de Burgos.

## Démographie
| 1900  | 1910  | 1920  | 1930  | 1940  | 1950  | 1960  | 1970  | 1981  |
| ----- | ----- | ----- | ----- | ----- | ----- | ----- | ----- | ----- |
| 2 893 | 2 474 | 2 188 | 2 026 | 1 913 | 1 769 | 1 504 | 1 196 | 1 010 |

| 1991 | 2001 | 2011 | - | - | - | - | - | - |
| ---- | ---- | ---- | - | - | - | - | - | - |
| 930  | 799  | 860  | - | - | - | - | - | - |

## Administration

### Conseil municipal
La ville de Briones comptait 745 habitants aux élections municipales du 26 mai 2019. Son conseil municipal (en espagnol : Pleno del Ayuntamiento) se compose donc de 7 élus.
| Parti | Parti                                    | Voix | %       | Élus  |
| ----- | ---------------------------------------- | ---- | ------- | ----- |
|       | Parti socialiste ouvrier espagnol (PSOE) | 256  | 51,41 % | 4 / 7 |
|       | Parti populaire (PP)                     | 242  | 48,59 % | 3 / 7 |

### Liste des maires
| Mandat    | Maire | Maire                   | Parti                   |
| --------- | ----- | ----------------------- | ----------------------- |
| 1979-1983 |       | Felipe Pérez Díaz       | Agrupación de Electores |
| 1983-1987 |       | Ángel Ledesma Orive     | PSOE                    |
| 1987-1991 |       | Ángel Ledesma Orive     | PSOE                    |
| 1991-1995 |       | Ángel Ledesma Orive     | PSOE                    |
| 1995-1999 |       | Ángel Ledesma Orive     | PSOE                    |
| 1999-2003 |       | Ángel Ledesma Orive     | PSOE                    |
| 2003-2007 |       | Joaquin San Martín Rojo | PP                      |
| 2007-2011 |       | Joaquin San Martín Rojo | PP                      |
| 2011-2015 |       | Mª Carmen Ruiz Ruiz     | PP                      |
| 2015-2019 |       | Mª Carmen Ruiz Ruiz     | PP                      |
| 2019-2023 |       | Silvia Gordo Rubio      | PSOE                    |

## Jumelages
- Le Teich (France) depuis 2007.

## Personnalités liées à la commune
- Javier Moscoso (1934-), homme politique, a passé son enfance dans la commune.